# Oscar Baumann

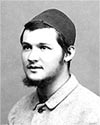
Oscar Baumann.

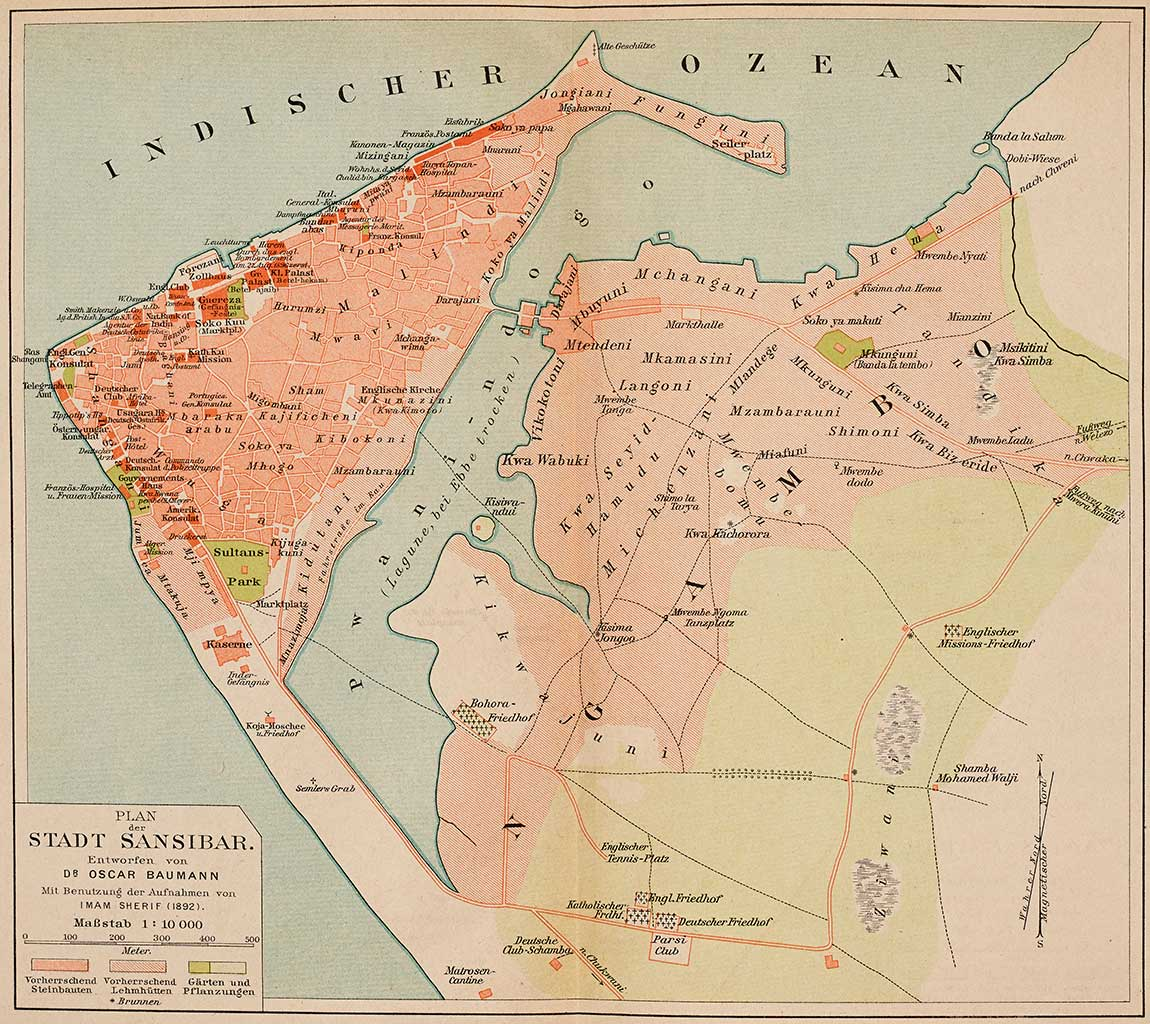
Mappa di Zanzibar di Baumann, 1892

Oscar Baumann (Vienna, 25 giugno 1864 – Vienna, 12 ottobre 1899) è stato un esploratore, cartografo ed etnografo austriaco.

## Biografia
Frequentò i corsi di storia naturale e geografia all'Università di Vienna, e nel 1885 fece parte di una spedizione esplorativa austriaca del bacino del fiume Congo sotto la direzione di Oskar Lenz. Tuttavia, a causa di una grave malattia fu costretto a lasciare la spedizione prima della sua conclusione. Nel 1886 condusse ricerche etnografiche sull'isola di Fernando Po. Quando tornò in Europa, conseguì il dottorato presso l'Università di Lipsia (1888).
Baumann è noto soprattutto per la sua esplorazione dell'interno dell'Africa Orientale tedesca (l'attuale Tanzania, Ruanda e Burundi) e per la realizzazione di mappe della regione. Nel 1888, con il geografo Hans Meyer, esplorò la regione dei Monti Usambara, con l'intenzione di proseguire fino al Monte Kilimangiaro. Il procedere dei due esploratori fu tuttavia interrotto a causa delle ramificazioni associate alla cosiddetta "Rivolta di Abushiri" (1888–1889). Nel giro di pochi giorni Baumann e Meyer furono catturati e tenuti prigionieri. Secondo il contrammiraglio britannico Edmund Fremantle:
"Sono stati derubati, spogliati e sottoposti a ogni umiliazione, ma a parte il fatto che hanno perso tutto, compresi i loro strumenti e osservazioni, non sembrano molto male".
I due vennero rilasciati soltanto dopo che fu pagato un ingente riscatto al leader ribelle Abushiri ibn Salim al-Harthi.
La missione più celebre di Baumann fu la "Spedizione Masai" di 200 membri del 1891-1893. Durante la spedizione, svolse compiti di creazione di mappe e fu il primo europeo ad entrare in Ruanda (1892). Fu anche il primo europeo a visitare il lago Eyasi, il lago Manyara, e il cratere di Ngorongoro. Durante la spedizione, esplorò le sorgenti del fiume Kagera, che secondo lui era la vera sorgente del Nilo. Come risultato del viaggio, scrisse un libro intitolato " Durch Massailand zur Nilquelle " (Da Massailand alla sorgente del Nilo, 1894).
Nel 1896 fu nominato console a Zanzibar dal governo austro-ungarico. Tuttavia, morì pochi anni dopo per una malattia infettiva all'età di 35 anni. Nel 1902 fu intitolata in suo onore l'arteria Baumannstraße, nel distretto di Landstraße a Vienna. Il punto più alto del protettorato tedesco del Togoland era chiamato Baumannspitze (l'attuale Monte Agou in Togo).

## Opere scritte da Oscar Baumann
- Beiträge zur Ethnologie des Congo, 1887.
- Versuch einer Monographie von Fernando Póo, 1888 (tesi di laurea).[11]
- Fernando Po e il Bube. Vienna (1888).
- In Deutsch-Ostafrika während des Aufstandes (nell'Africa orientale tedesca durante la ribellione), Vienna (1890) (online).
- Usambara e seine Nachbargebiete. Allgemeine Darstellung des nordöstlichen Deutsch - Ostafrika und seiner Bewohner , Berlino 1891 (Usambara e territori adiacenti. Descrizione generale dell'Africa orientale della Germania nord-orientale e dei suoi abitanti) online.
- Karte des nordöstlichen Deutsch-Ostafrika (Mappa dell'Africa orientale tedesca nord-orientale), Berlino (1893).
- Durch Massailand zur Nilquelle (Da Massailand alla sorgente del Nilo), Berlino (1894).
- "Die kartographischen Ergebnisse der Massai-Expedition" (I risultati cartografici della spedizione Masai), in: Geographische Mitteilungen di Petermann, Ergebnisheft 111, Gotha (1894).
- L'arcipelago di Zanzibar . 3 libretti. Lipsia (1896–99).
- Afrikanische Skizzen (schizzi africani), Berlino (1900).[12]